# Penstemon cyananthus
Penstemon cyananthus är en grobladsväxtart som beskrevs av William Jackson Hooker. Penstemon cyananthus ingår i släktet penstemoner, och familjen grobladsväxter.

## Underarter
Arten delas in i följande underarter:
- P. c. judyae
- P. c. subglaber